# Cyclura nubila
Cyclura nubila är en ödleart som beskrevs av Gray 1831. Cyclura nubila ingår i släktet Cyclura och familjen leguaner. IUCN kategoriserar arten globalt som sårbar.
Arten förekommer på Caymanöarna och i Kuba. Den introducerades dessutom i Puerto Rico.

## Underarter
Arten delas in i följande underarter:
- C. n. caymanensis
- C. n. lewisi
- C. n. nubila